# 金色航空

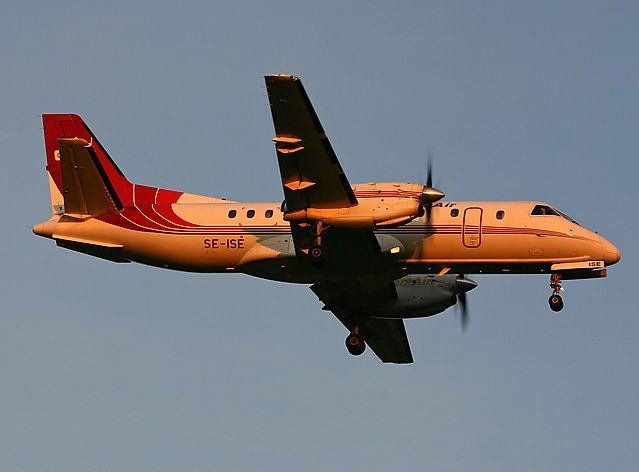
金色航空的薩博340在赫爾辛基－萬塔機場降落中

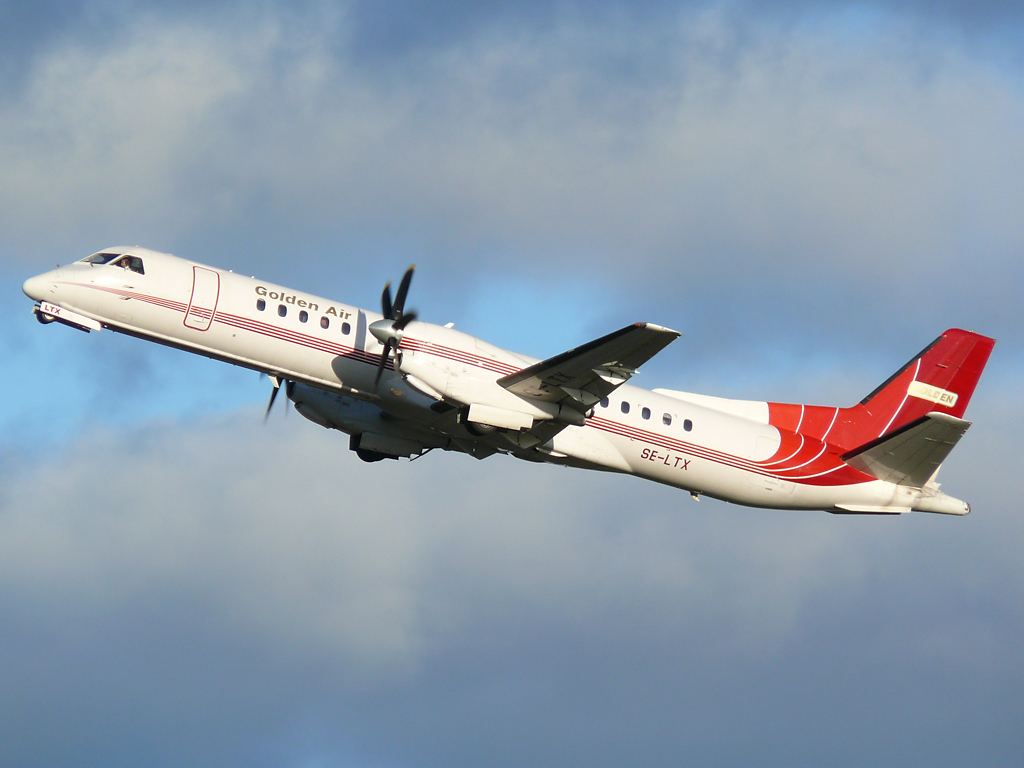
一架金色航空的飞机

金色航空是一家瑞典航空公司，总部位于特羅爾海坦，1976年9月成立，提供空中的士和包机服务，在经过多次拆分合并后在1993年重组为布拉森支線航空。

## 外部連結
- Arkiverad webbplats för Golden Air